# كيم ويلسون (ممثلة)
كيم ويلسون (بالإنجليزية: Kym Wilson)‏ هي ممثلة أسترالية، ولدت في 1 أبريل 1973 في بريزبان في أستراليا.

## أعمال

### مسلسلات
- أكنتري براكتيس

## وصلات خارجية
- كيم ويلسون على موقع IMDb (الإنجليزية)
- كيم ويلسون على موقع قاعدة بيانات الفيلم (الإنجليزية)